# Església de l'Immaculat Cor de Maria (Avinyó Nou)
L'església de l'Immaculat Cor de Maria és una església del nucli d'Avinyó Nou, del municipi d'Avinyonet del Penedès (Alt Penedès), situada en una plaça davant de la carretera N-340. De titularitat de l'Arquebisbat de Barcelona, va ser construïda pels habitants del poble des del 1947 fins al 1953. S'hi diu missa el festius a les 12 h.

## Descripció
Edifici de planta aproximadament de creu llatina, amb un dels braços petits perllongat, amb un capcer de planta quasi poligonal, derivada aquesta de l'existència de contraforts en els murs dels quals (en dos) s'obren finestres d'arcs apuntats. La volta és apuntada, i presenta els arcs amb el totxo vist, i la resta de la maçoneria arrebossada i pintada. Les façanes exteriors són de carreuat regular vist, deixat del coronament dels mateixos que està fet de formigó, i la porta està feta d'arc de mig punt amb arquivolta de faixes motllurades amb decoració de boles.

## Història
Abans d'aquesta església la gent d'aquest nucli anava a missa a l'església de Sant Pere d'Avinyó, allunyada dos quilòmetres d'aquest nucli, que es va desenvolupar a l'encreuament de la carretera d'Olesa i de Barcelona. El terreny en el que es va edificar l'església era una vinya propietat de Ca l'Isidre, que aquesta família donà perquè es pogués fer el temple. Es formà una junta per endegar la construcció. Un veí, l'Agustí Ràfols Llopart, amb un grup de joves començà a obrir els fonaments a pic i pala. Els manobres eren voluntaris, establint-s'hi torns de feina. El 1953, quan l'edifici estava encara en construcció, la Societat La Parra va demanar d'aplaçar la festa major, que es venia celebrant per la festivitat de Sant Salvador per a desplaçar-la a la del Sagrat Cor de Maria, el dia 22 d'agost.